# Jacobine Veenhoven
Jacobine Veenhoven (ur. 30 stycznia 1984 w Laren) – holenderska wioślarka.

## Osiągnięcia
- Mistrzostwa Świata U-23 – Amsterdam 2005 – czwórka bez sternika – 8. miejsce[1].
- Mistrzostwa Świata U-23 – Hazewinkel 2006 – dwójka bez sternika – 6. miejsce[1].
- Mistrzostwa Świata – Monachium 2007 – ósemka – 7. miejsce[1].
- Mistrzostwa Europy – Ateny 2008 – jedynka – 12. miejsce[1].
- Mistrzostwa Świata – Poznań 2009 – ósemka – 3. miejsce[1].